# Kakata
Kakata – miasto w zachodniej Liberii, stolica hrabstwa Margibi. Według danych na rok 2008 liczy 33 945 mieszkańców, jest piątym najludniejszym miastem Liberii.